# ヘリエダーレン地方
ヘリエダーレン地方（ヘリエダーレンちほう、Härjedalen [ˈhærjəˈdɑːlən] ( 音声ファイル)）はスウェーデン北部ノールランドの地方の1つ。